# ITop
 (janvier 2021).
Si vous disposez d'ouvrages ou d'articles de référence ou si vous connaissez des sites web de qualité traitant du thème abordé ici, merci de compléter l'article en donnant les références utiles à sa vérifiabilité et en les liant à la section « Notes et références ».
iTop (IT Operational Portal) est un logiciel modulaire basé sur le Web destiné à soutenir les opérations informatiques en termes de gestion des services informatiques suivant les bonnes pratiques ITIL,. Le système comprend une base de données de gestion de configuration (CMDB), dont les informations sont accessibles dans d'autres modules système pour le service d'assistance ou pour des processus en aval tels que la gestion des problèmes ou la gestion des changements. iTop est un logiciel libre et est sous la licence publique générale GNU Affero (AGPL).

## Fonctionnalités
- Documenter l'infrastructure informatique et les relations entre les différents éléments de l'infrastructure (serveurs, applications, périphériques réseau, machines virtuelles, contacts, emplacement)
- Gérez les incidents, les demandes des utilisateurs, les pannes planifiée
- Documenter les services informatiques et les contrats avec des fournisseurs externes, y compris les accords de niveau de service
- Exportez toutes les informations
- Importer en masse (manuellement et à l'aide de scripts) ou synchroniser / fédérer toutes les données de systèmes externes

## Développeurs
Développé par trois anciens employés HP en 2010 et publié sous une licence open source. Ils ont fondés la société Combodo à Grenoble,.